# Рут Айслер
Рут Айслер-Селке (на немски: Ruth Eissler-Selke) е австрийски лекар и психоаналитик.

## Биография
Родена е в Одеса в еврейско семейство. Посещава училища в различни градове, като Одеса, Гданск, Хамбург, и завършва окончателно през 1925 г. във Фрайбург в Брайсгау. През 1930 г. завършва Медицина във Фрайбургския университет. Защитава дисертация на тема „Медицински истории на шест случая: Принос на социалната хигиена по въпроса за алкохолизма и туберкулозата“ през 1932 г.
През 1933 г., след идването на нацистите на власт Рут Айслер се премества във Виена. През декември същата година започва обучителна анализа с Теодор Райк. По-късно Райк емигрира и тя започва анализа с Рихард Стерба. През 1937 г. става член на Виенското психоаналитично общество. Година по-рано се омъжва за Курт Айслер, също психоаналитик.
На следващата година двамата заминават за САЩ и заживяват в Чикаго. Рут става член на Чикагското психоаналитично общество и работи като детски психиатър. През 1948 г. двамата се преместват в Ню Йорк, където стават членове и обучаващи аналитици в Нюйоркското психоаналитично общество. В периода 1951 – 1957 тя е секретар, а после и вицепрезидент на Международната психоаналитична асоциация. Между 1950 и 1958 е редактор на журнала „Психоаналитично изследване на детето“.

## Кратка библиография
- Eissler-Selke, Ruth. (1946). About the historical truth in a case of delusion. Psychoanalytic Review, 33, 442 – 459.
- Eissler-Selke, Ruth. (1949). Observations in a home for delinquent girls. Psychoanalytic Study of the Child, 3 – 4, 449 – 460.
- Eissler-Selke, Ruth. (1976). Gezeiten: Gedichte in deutscher Sprache. New York: Abaris Books
- Eissler-Selke, Ruth, Blitzstein, N. Lionel, and Eissler, Kurt R. (1950). Emergence of hidden ego tendencies during dream analysis. International Journal of Psycho-Analysis, 31, 12 – 17.